# Otto Bickenbach
Pour les articles homonymes, voir Bickenbach.
Otto Bickenbach (né le 11 mars 1901 à Ruppichteroth et mort le 26 novembre 1971 à Siegburg) était un virologiste et professeur de biologie à la Reichsuniversität Straßburg qui conduisit des expériences sur des êtres humains au camp de concentration du Struthof pendant la Seconde Guerre mondiale.

## Biographie
Après ses études en médecine, Otto Bickenbach adhère au NSDAP (parti national-socialiste des travailleurs allemands) le 1er mai 1933, puis à la SA en octobre 1933. Nommé, en 1934, directeur par intérim de la clinique de l’université de Fribourg, il en fait expulser les médecins juifs par la SA. En 1941, il est promu professeur à l’université d’Heidelberg.
Arrivé à Strasbourg dès la création de la Reichsuniversität, en novembre 1941, il y est nommé professeur extraordinaire, et obtient la direction de la polyclinique. Ayant entendu parler, par le professeur August Hirt, de la possibilité de faire des expériences sur des cobayes au camp du Struthof, il se montre très intéressé. Il a en effet découvert un antidote au phosgène, un gaz de combat ayant fait de nombreuses victimes pendant la Première Guerre mondiale. Ayant testé son antidote sur des animaux, il veut prouver son efficacité sur des hommes. Mais ne voulant pas se mettre sous les ordres de son confrère, dont il craint qu’il s’approprie ses découvertes, il s’adresse directement à Himmler qui finit par lui donner l’accès au camp du Struthof. En juillet 1943, il réalise ses premières expériences, dans la chambre à gaz du Struthof, sur 24 cobayes humains qu’il expose au gaz de combat phosgène après les avoir immunisés. Son expérience ayant été jugée incomplète par August Hirt en raison de la faible exposition au gaz et à l’absence de témoins (c’est-à-dire de sujets non immunisés), Otto Bickenbach veut à nouveau utiliser des cobayes humains. Pour cela, il demande cette fois l’appui du Dr Karl Brandt, le médecin personnel d’Hitler, responsable du programme T4, programme d’extermination des handicapés. En juin et août 1944, le professeur Bickenbach répète ses essais au camp du Struthof sur 40 prisonniers tziganes, dont seulement la moitié ont été immunisés contre le gaz de combat. Il réalise une quinzaine d’essais sur des petits groupes en augmentant progressivement les doses. Otto Bickenbach ne note « officiellement » que quatre décès durant les expériences, mais beaucoup de ses cobayes humains décéderont peu après.
Les détenus tziganes utilisés lors des essais avec de fortes concentrations de phosgène moururent dans d'atroces souffrances.

Témoignage d'un rescapé cité par Robert Steegmann : 
« Au bout de 10 minutes environ, j'ai entendu un bruit sourd - comme si on frappait des mains - C'était les poumons de deux détenus qui tournaient autour du ventilateur qui avaient "éclaté" et par leur bouche sortait une écume brunâtre, de même que par leurs oreilles et nez. »
Arrêté le 24 août 1945, près de la frontière autrichienne, Otto Bickenbach est relâché au début de l’été 1946, l’armée américaine, mal documentée, n’ayant rien contre lui. Il retourne s’installer près de Cologne. Le procès des médecins nazis fait ressurgir son nom et les soldats anglais le livrent aux autorités françaises en mai 1947. Condamné d'abord le 24 décembre 1952 par le tribunal militaire de Metz aux travaux forcés à perpétuité, il est finalement condamné à Lyon le 15 mai 1954, en même temps que Eugen Haagen, à vingt ans de travaux forcés, mais amnistié dès 1955. Le professeur rejoint sa famille à Siegburg et reprend ses activités à l’hôpital de la ville. Ayant soif de respectabilité, il sollicite un jugement du Tribunal d'honneur des professionnels de la santé de Cologne pour le réhabiliter. Ce tribunal conclut, en 1966, que Bickenbach n'avait pas failli à ses devoirs professionnels du fait de sa participation à des expériences dans les camps de concentration. Après la mort d’Otto Bickenbach, en 1971, des organisations de Tziganes firent ressortir le dossier de l’oubli.

### Documentation
- Raymond Couraud. " Le Struthof", 2004,  (ISBN 2-914729-27-8)
- Florian Schmaltz: "Otto Bickenbach et la recherche biomédicale sur les gaz de combat à la Reichsuniversität Strassburg et au camp de concentration du Struthof-Natzweiler“. * Christian Bonah, Anne Daion-Grilliat, Josiane Olff-Nathan, und Norbert Schappacher (hrsg.):" Nazisme, science et médicine". Paris: Édition Glyphe 2006, p. 141–164; 303–313.